# Jessica Folcker
Jessica Elisabeth Angelique Folcker (Täby, 1975. július 9. –), művésznevén sokszor egyszerűen Jessica, svéd énekesnő.
Édesanyja svéd, édesapja szenegáli származású. 17 évesen Dr. Alban háttérénekese volt.  Első, saját magáról elnevezett nagylemeze 1998-ban jelent meg, ezt további három nagylemez követte a későbbi években. Két legsikeresebb dala a "Tell Me What You Like" és a "How Will I Know (Who You Are)", mindkettő 1998-ból. Emellett ő énekelt a Bomfunk MC’s csapat 2002-es „(Crack It) Something Going On” című slágerében is.

## Diszkográfia

### Stúdióalbumok
- Jessica (1998)
- Dino (2000; Jessica Folker néven)
- På svenska (2005)
- Skin Close (2007)

### Kislemezek
- Tell Me What You Like (1998)
- How Will I Know Who You Are (1998)
- I Do (1999)
- Tell Me Why (1999)
- Goodbye (1999)
- Trehundra dar (2000) (Blues feat. Jessica Folcker)
- To Be Able To Love (2000)
- Lost Without Your Love (2000)
- Miracles (2001)
- Crash Like a Wrecking Ball (2001)
- (Crack It) Something Going On (2002) (Bomfunk MCs feat. Jessica Folcker)
- Du kunde ha varit med mig (2005)
- Om natten (2005)
- Vad gör jag nu (2005)
- En annan sång (2005)
- When Love's Comin' Back Again (2006)
- Snowflakes (2007)
- Gravity (2014)